# Јонаго
Јонаго (јап. 米子市) град је у Јапану у префектури Тотори. Према попису становништва из 2005. у граду је живело 149.584 становника.

## Становништво
Према подацима са пописа, у граду је 2005. године живело 149.584 становника.
| 1995.   | 2000.   | 2005.   |
| ------- | ------- | ------- |
| 143.856 | 147.837 | 149.584 |